# T.O.T.S. (Troskliwie Odlotowy Transport Słodziaków)
T.O.T.S. (Troskliwie Odlotowy Transport Słodziaków) (ang. T.O.T.S. lub T.O.T.S. (Tiny Ones Transport Service), od 2019) – amerykański serial animowany stworzony przez Travisa Brauna oraz wyprodukowany przez Titmouse, Inc. i Disney Junior Original.
Premiera serialu odbyła się w Stanach Zjednoczonych 14 czerwca 2019 na amerykańskim Disney Junior. W Polsce serial zadebiutował 16 września 2019 na antenie Disney Junior.

## Fabuła
Serial opisuje przygody dwóch najlepszych kumpli – pingwinka Pima oraz flaminga Fredzia, którzy zostają dołączeni do ekipy bocianów pracujących w T.O.T.S., czyli Troskliwie Odlotowym Transporcie Słodziaków. Ich zadaniem jest dostarczanie nowo narodzonych małych zwierzątek ze żłóbka do ich rodzin na całym świecie oraz nauka rozwiązywania problemów.

## Obsada
- Jet Jurgensmeyer – Pipson "Pip"
- Christian J. Simon – Freddy
- Vanessa Williams – kapitan Beakman
- Megan Hilty – K.C.
- Parvesh Cheena – Bodhi
- Melanie Minichino – Ava
- Henri Lubatti – J.P.
- Dee Bradley Baker – Paulie
- Eric Bauza – pan Woodbird
- Charlie Townsend – Mia

## Wersja polska
W wersji polskiej udział wzięli:
- Jakub Strach – Pim
- Karol Kwiatkowski – Fredzio (odc. 1-13, 14b-20a, 24b)
- Paweł Szymański – Fredzio (odc. 21-22, 25b-26, 28-36)
- Maja Kwiatkowska – Miśka
- Elżbieta Futera-Jędrzejewska – Kapitan Klara Dzióbek
- Olga Kalicka – Ewa
- Waldemar Barwiński – Bodzio
- Robert Tondera – Jean Pierre
- Wojciech Chorąży – Pan Dzięcioł

W pozostałych rolach:
- Klaudiusz Kaufmann – Paweł
- Olga Cybińska – Mia
- Artur Kaczmarski – Bociabot 9000
- Julia Kołakowska-Bytner – Lwiątko Leszek (odc. 13a)
- Joanna Węgrzynowska – Kora (odc. 32a)
- Antonina Żbikowska
- Teresa Zdanowska
- Paweł Roguski
- Marek Robaczewski
- Michał Podsiadło
- Pola Piłat
- Ignacy Szczerbiński
- Antonina Krylik
- Krzysztof Cybiński

i inni
Wykonanie piosenek: Jakub Strach, Karol Kwiatkowski, Paweł Szymański, Maja Kwiatkowska, Antonina Żbikowska, Waldemar Barwiński, Olga Kalicka, Elżbieta Futera-Jędrzejewska, Robert Tondera, Anna Serafińska, Patrycja Kotlarska, Jacek Kotlarski
Reżyseria: Janusz Dąbrowski

Kierownictwo muzyczne: 
- Anna Serafińska,
- Agnieszka Tomicka (część odcinków)

Dialogi: Zuzanna Chojecka

Teksty piosenek: Julia Byrska

Wersja polska: SDI Media Polska

Dźwięk: Aleksandra Wyszyńska, Kinga Zuchowicz-Pinilla, Damian Zubczyński, Jagoda Bogusz, Mikołaj Urbański, Adam Łonicki, Krzysztof Jaworski, Dominika Kotarba

Kierownictwo produkcji: Walentyna An

Producent polskiej wersji językowej: Disney Character Voices International, Inc.

## Spis odcinków

### Seria 1 (2019–2020)
| №  | Nr | Tytuł                                               | Tytuł polski                                                | Premiera             | Premiera w Polsce                                 |
| -- | -- | --------------------------------------------------- | ----------------------------------------------------------- | -------------------- | ------------------------------------------------- |
| 1  | 1  | You’ve Gotta Be Kitten Me / Whale, Hello There      | Pierwsze kotki za płotki / Wielkie szczęście                | 14 czerwca 2019      | 16 września 2019                                  |
| 2  | 2  | Panda Excess / A Stinky Situation                   | Na pandy urok / Śmierdząca sprawa                           | 14 czerwca 2019      | 17 września 2019                                  |
| 3  | 3  | Cheetah Chase / Training Daze                       | Szybki i słodki / Zupełnie zielona szkoła                   | 21 czerwca 2019      | 18 września 2019                                  |
| 4  | 4  | Nursery Schooling / Bunny Bonanza                   | Praktyki słodziakowe / Pomieszanie z pokicaniem             | 28 czerwca 2019      | 19 września 2019                                  |
| 5  | 5  | The Purrfect Little Helper / The Colorful Chameleon | Mrrrucząca pomocnica / Kolorowy kameleon                    | 5 lipca 2019         | 20 września 2019                                  |
| 6  | 6  | Stripe Out / A Splashy Delivery                     | Dopaskowanie / Chlapiąca dostawa                            | 12 lipca 2019        | 23 września 2019 (A) 24 września 2019 (B)         |
| 7  | 7  | Night Flight / Slippery When Wet                    | Nocny kurs / Śliska sprawa                                  | 19 lipca 2019        | 25 września 2019 (A) 26 września 2019 (B)         |
| 8  | 8  | The Great Robot Race / Hiccup Hazard                | Wielki wyścig z robotem / Zagrożenie czkawką                | 26 lipca 2019        | 30 września 2019 (A) 27 września 2019 (B)         |
| 9  | 9  | Back to Cool / Baby Breakdown                       | Gdzie ptaki zimują / Ukręcony młynek                        | 2 sierpnia 2019      | 1 października 2019 (A) 2 października 2019 (B)   |
| 10 | 10 | Lost Lovey / Diggity Dog                            | Powrót przytulanki / Kopiący kundelek                       | 9 sierpnia 2019      | 3 października 2019 (A) 4 października 2019 (B)   |
| 11 | 11 | Temple of the Tiger / The Gift-Mazing Birthday      | Pułapki na czyste łapki / Perełkowa prezento-buzia          | 16 sierpnia 2019     | 7 października 2019 (A) 8 października 2019 (B)   |
| 12 | 12 | Like Cats and Dogs / The Bouncy Bouncy Baby         | Jak psy z kotami / Wyskokowy maluszek                       | 23 sierpnia 2019     | 9 października 2019 (A) 10 października 2019 (B)  |
| 13 | 13 | For Lion Out Loud / Porcupine Panic                 | Dzikie ryki / Ciuch ciuch                                   | 13 września 2019     | 23 marca 2020 (A) 24 marca 2020 (B)               |
| 14 | 14 | The Fearful Flier / Lend Me Your Paw                | Przerażony Ptak / Łapka Ałka                                | 27 września 2019     | nieemitowany (A) 25 marca 2020 (B)                |
| 15 | 15 | Monkeying Around and Around / Koala Kuisine         | Małpowanie bez końca / Koalowe specjały                     | 18 października 2019 | 27 marca 2020 (A) 26 marca 2020 (B)               |
| 16 | 16 | Bringing Back Baby / A Penguin in the Desert        | Sytuacja – reklamacja / Pustynny pingwinek                  | 8 listopada 2019     | 30 marca 2020 (A) 31 marca 2020 (B)               |
| 17 | 17 | Out Foxed / Elephant in the Room                    | Szczwany lisek / Słoń w składzie słodziaków                 | 22 listopada 2019    | 1 kwietnia 2020 (A) 4 kwietnia 2020 (B)           |
| 18 | 18 | Santa Baby / Shear Madness                          | Pomocnica Mikołaja / Wełniana historia                      | 6 grudnia 2019       | 4 grudnia 2020                                    |
| 19 | 19 | The Fly-Along / Rock-A-Bye Birdie                   | Tańczący z osłami / Ptaszek nasenny                         | 3 stycznia 2020      | 16 października 2020 (A) 15 października 2020 (B) |
| 20 | 20 | The Valentine Spirit / Shell Games                  | Walentynkowa impreza / Skorupkowa Zabawa                    | 24 stycznia 2020     | 14 października 2020 (A) nieemitowany (B)         |
| 21 | 21 | The Fastest Flier / Best Friends Wherever           | Najszybszy lotnik / Najlepsze kumpele na świecie            | 21 lutego 2020       | 29 października 2020                              |
| 22 | 22 | The Ultimate Easter Egg Hunt / A Chewy Challenge    | Przesłodki pościg pisankowy / Nie ma pracy bez przegryzaczy | 13 marca 2020        | 23 października 2020                              |
| 23 | 23 | Night at the Nursery / Seas the Day                 | Nocka w żłobku / Wszystko płynie                            | 20 marca 2020        | nieemitowany                                      |
| 24 | 24 | Daddy Delivery / Junior Flier JP                    | Tatusiowy Transport / Młodszy lotnik Jean Pierre            | 19 czerwca 2020      | nieemitowany (A) 13 października 2020 (B)         |
| 25 | 25 | Bringing This Family Home / Flight of the Penguin   | Rodzina to jest siła / Dziki lot pingwina                   | 10 lipca 2020        | nieemitowany (A) 12 października 2020 (B)         |

### Seria 2 (2020–2021)
| №  | Nr | Tytuł                                           | Tytuł polski                                           | Premiera                                 | Premiera w Polsce |
| -- | -- | ----------------------------------------------- | ------------------------------------------------------ | ---------------------------------------- | ----------------- |
| 26 | 1  | Puppy Problems / The Mighty Little Dragon       | Pieskie życie / Potężna, dzielna smoczyca              | 7 sierpnia 2020                          | 19 kwietnia 2021  |
| 27 | 2  | Mommy’s Special Day / All Aboard Babies         | Szczególny Dzień Mamy / Wszystkie Słodziaki na Miejsca | 16 kwietnia 2021 (A) 7 sierpnia 2020 (B) | nieemitowany      |
| 28 | 3  | Mid-Air Care / The Itsy Bitsy Baby              | Podniebny żłobek / Maciupeńkie dziecko                 | 14 sierpnia 2020                         | 20 kwietnia 2021  |
| 29 | 4  | The Big Little Baby / The Super Secret Mission  | Małe, duże dziecko / Niezwykle tajna misja             | 21 sierpnia 2020                         | 21 kwietnia 2021  |
| 30 | 5  | Junior Junior Fliers / Good Vibrations          | Dużo młodsi lotnicy / Dobre wibracje                   | 28 sierpnia 2020                         | 22 kwietnia 2021  |
| 31 | 6  | Mission to the Moon / Say Cheese                | Misja na księżyc / Uśmiech proszę!                     | 11 września 2020                         | 23 kwietnia 2021  |
| 32 | 7  | The Ring Bear / Bull of Energy                  | Obrączki / Rozbykana energia                           | 25 września 2020                         | 26 kwietnia 2021  |
| 33 | 8  | Under One Roof / A Spooky Delivery              | Pod jednym dachem / Bardzo straszna dostawa            | 2 października 2020                      | 27 kwietnia 2021  |
| 34 | 9  | Far Far From Home / Toy Trouble                 | Bardzo daleko od domu / Zazdrość zabawkowa             | 6 listopada 2020                         | 28 kwietnia 2021  |
| 35 | 10 | Totsgiving / Woodbird's Wish                    | T.O.T.S. - Czynienie / Marzenie Pana Dzięcioła         | 13 listopada 2020                        | 29 kwietnia 2021  |
| 36 | 11 | The Magical Baby / Loveys On The Loose          | Magiczny słodziak / Pluszakoboty atakują               | 20 listopada 2020                        | 30 kwietnia 2021  |
| 37 | 12 | Hug-A-Pip / Out of Control Tower                | Przytul Pima / Wieża bez kontroli lotów                | 4 grudnia 2020                           | nieemitowany      |
| 38 | 13 | The Smiley-est Shark / The Super Duper Brother  | Uśmiech rekinka / Super ekstra brat                    | 8 stycznia 2021                          | nieemitowany      |
| 39 | 14 | Surfin' Birds / Grandpa's Great Adventure       | Fredzio na fali / Wielka przygoda dziadka              | 22 stycznia 2021                         | nieemitowany      |
| 40 | 15 | Sled Pup / Baby Boogie                          | Psia bohaterka / Tany, tany                            | 12 lutego 2021                           | nieemitowany      |
| 41 | 16 | Listen to Your Llama / Swimming With Seals      | Słuchaj swojej lamy / Pływanie z fokami                | 19 lutego 2021                           | nieemitowany      |
| 42 | 17 | Go Baby Go / Baby Freddy                        | Jedź słodziaku, jedź / Mały Fredzio                    | 26 lutego 2021                           | nieemitowany      |
| 43 | 18 | Treasure Hunters / Up Up and Oh No              | Poszukiwacze skarbów / W górę, w górę i o nie          | 5 marca 2021                             | nieemitowany      |
| 44 | 19 | Pajama Party / The Bunny Bunch                  | Impreza w piżamach / Klika królików                    | 12 marca 2021                            | nieemitowany      |
| 45 | 20 | Once Upon a Bedtime / Thunder And Frightening   | Dawno, dawno temu / Burza ze strachami                 | 19 marca 2021                            | nieemitowany      |
| 46 | 21 | Early Birds / Prank You Very Much               | Ranne ptaszki / Bardzo ci żartuję                      | 26 marca 2021                            | nieemitowany      |
| 47 | 22 | Zebra Zebra / Snow Place Like Home              | Zebra, zebra / Nie ma jak w lodomu                     | 30 kwietnia 2021                         | nieemitowany      |
| 48 | 23 | Team Cutie Patooties / The Adorable Artist      | Zespół puszki maluszki / Przeuroczy artysta            | 7 maja 2021                              | nieemitowany      |
| 49 | 24 | Home Tree Home / Copy Cat                       | Małe drzewko / Naśladowanie                            | 21 maja 2021                             | nieemitowany      |
| 50 | 25 | Mia Goes to School / Adventures in Tigersitting | Mia idzie do szkoły / Przygody Tygrysoniańków          | 18 czerwca 2021                          | nieemitowany      |

### Seria 3 (2021–2022)
| №  | Nr | Tytuł                                                                 | Tytuł polski                                            | Premiera             | Premiera w Polsce |
| -- | -- | --------------------------------------------------------------------- | ------------------------------------------------------- | -------------------- | ----------------- |
| 51 | 1  | Super Baby / Missing Mia                                              | Superdzieciak / Gdzie jest Mia                          | 9 lipca 2021         | nieemitowany      |
| 52 | 2  | Wilburt Woodbird / A Nutty Delivery                                   | Dzięcioł Edek / Nowy dom                                | 16 lipca 2021        | nieemitowany      |
| 53 | 3  | The Protective Papa / Freddy And The Furchoos                         | Opiekuńczy tata / Fredzio i futrokich                   | 23 lipca 2021        | nieemitowany      |
| 54 | 4  | Flamingos On Ice / Bodhi And The Birdie                               | Flamingi na lodzie / Bodzio i pisklę                    | 30 lipca 2021        | nieemitowany      |
| 55 | 5  | Captain For A Day / The Brightest Baby                                | Jednodniowy kapitan / Najjaśniejsze dziecko             | 20 sierpnia 2021     | nieemitowany      |
| 56 | 6  | Manatee Out of Water / The Not-so-Spooky Spider                       | Z manatem w drużynie / Nie taki straszny pająk          | 10 września 2021     | nieemitowany      |
| 57 | 7  | Cute as a Button / It Takes A Village                                 | Mania wciskania / Wspólnymi siłami                      | 17 września 2021     | nieemitowany      |
| 58 | 8  | Trunklebee’s Day Off / Happy Go Lucky                                 | Pani Trąbalska się relaksuje / Dzień bez Lucka          | 8 października 2021  | nieemitowany      |
| 59 | 9  | Ava and the Egg / Teeny Tiny Tot                                      | Ewa i jajo / Malutki słodziak                           | 22 października 2021 | nieemitowany      |
| 60 | 10 | Messin’ Around / Mia First                                            | Jak błotko kocham / Mia pierwsza                        | 12 listopada 2021    | nieemitowany      |
| 61 | 11 | The Ram-bunctious Baby / The Great Fredamingo                         | Bardzo bojowy baranek / Wielki Fredziomingo             | 26 listopada 2021    | nieemitowany      |
| 62 | 12 | Best Feathered Friends / The Prancing Pony                            | Najlepsi Ptasijaciele / Brykający kucyk                 | 10 grudnia 2021      | nieemitowany      |
| 63 | 13 | The Family Tree / Freddy’s Never-Ending Birthday                      | Drzewo rodzinne / Niekończące się urodziny Fredzia      | 17 grudnia 2021      | nieemitowany      |
| 64 | 14 | Roundup At The Cutie Corral / Freddy's Flamazing School of Flamanners | Dzielny kowboj / Flamingastyczne Flamaniery             | 14 stycznia 2022     | nieemitowany      |
| 65 | 15 | Bubble Trouble / Builder Birds                                        | Bańkowe problemy / Budownicze ptaki                     | 21 stycznia 2022     | nieemitowany      |
| 66 | 16 | Oh Brother / Professor Good Guy                                       | Braciszek / Profesor Dobrogość                          | 4 lutego 2022        | nieemitowany      |
| 67 | 17 | The Helper-Bot 5000 / When Squirrels Fly                              | Pomagacz 5000 / Latające wiewiórki                      | 25 lutego 2022       | nieemitowany      |
| 68 | 18 | Puppy Dog Eyes / Birds Of A Feather, Stuck Together                   | Szczenięce oczka / Ciągnie swój do swego                | 11 marca 2022        | nieemitowany      |
| 69 | 19 | Tooth On The Loose / So Much To Sea                                   | Ząb na wolności / A może morze                          | 25 marca 2022        | nieemitowany      |
| 70 | 20 | Every Baby Loves Freddy / Baby Bot                                    | Wszystkie dzieci kochają Fredzia / Dzieciobot           | 1 kwietnia 2022      | nieemitowany      |
| 71 | 21 | Super-Duper Switcheroo / Best Bird Detectives                         | Zamieniator dziewięć tysięcy / Najlepsi ptasi detektywi | 22 kwietnia 2022     | nieemitowany      |
| 72 | 22 | Family-versary / Biggest Lovey Ever                                   | Rodzinocznica / Największa przytulanka na świecie       | 29 kwietnia 2022     | nieemitowany      |
| 73 | 23 | TOTS In Space / Tommy Triplebeak                                      | TOTS w kosmosie / Tomcio Trzydzióbek                    | 20 maja 2022         | nieemitowany      |
| 74 | 24 | Jingle Birds / The Iceberg Alley Winter Games                         | Wesołych Świąt / Zimowe Igrzyska Śnieżnogóry            | 3 czerwca 2022       | nieemitowany      |
| 75 | 25 | Baby Fliers / TOTS The Musical                                        | Bobo Lotnicy / Muzyczny T.O.T.S.                        | 10 czerwca 2022      | nieemitowany      |

Odcinki, które nie zostały wyemitowane w telewizji, są dostępne w ramach subskrypcji w serwisie Disney+.